# Grga Antunac
Grga Antunac (Šibenik, 11. ožujka 1906. – Zagreb, 15. siječnja 1970.), hrvatski kipar i medaljer.
Obrtnu školu u Splitu pohađao je od 1926. do 1930., a diplomirao na Akademiji u Zagrebu 1932. te nastavio studij na specijalki Ivana Meštrovića.
Tijekom 1932. i 1933. godine boravio je u Parizu proučavajući umjetnine po galerijama zahvaljujući stipendiji Republike Francuske. Do 1937. godine pomagao je Meštroviću klesanjem reljefa te granitne karijatide za spomenik Neznanom junaku na Avali. Od 1937. do 1941. godine pomagao je Antunu Augustinčiću pri izradi konjaničkih skulptura i drugih javnih spomenika. Od 1937. do 1949. godine sudjelovao je na desetak kiparskih natječaja za spomeničku plastiku te izradu kovanog novca. Izveo je spomenike palim borcima NOB-e u Garešnici (1947. – 1948.) i Salima na Dugom otoku (1949.). Posljednje djelo su brončane vratnice na bočnom (1968.) i glavnom portalu (1969.) šibenske katedrale s prizorima Novog i Starog zavjeta. Godine 1945. imenovan je docentom, a kasnije i profesorom na Akademiji likovnih umjetnosti što je i obavljao do kraja života.